# 951 Gaspra
951 Gaspra este un asteroid de tip S care orbitează foarte aproape de marginea interioară a centurii de asteroizi. Gaspra a fost descoperit de astronomul rus G. N. Neuimin în 1916. Neuimin l-a numit după Haspra, o satațiune balneară pe malul Mării Negre care a fost vizitată de contemporanii săi, precum Gorki și Tolstoi.
Gaspra a fost primul asteroid care a fost vizitat îndeaproape când a fost vizitat de nava spațială Galileo, care a zburat pe lângă în drum spre Jupiter pe 29 octombrie 1991. 

## Caracteristici fizice
În afară de o multitudine de cratere mici, Gaspra șase suprafețe mari plate și concavități. Una dintre aceste zone plate, Dunne Regio, este zonă de 5 pe 7 km care este plată până în 200 m. Este incert dacă acestea sunt rezultatul impacturilor sau dacă sunt în schimb fațete formate atunci când Gaspra s-a desprins de asteroidul părinte. În gravitația slabă, deformată a lui Gaspra, craterele ar lua în mod natural astfel de forme plate și deformate, făcând această determinare dificilă. Fațetele plate și concavitățile îi conferă lui Gaspra un aspect foarte unghiular.
Suprafața lui Gaspra a fost calculată la aproximativ 525 km2, care, spre comparație, este aproximativ mărimea lui Guam, sau jumătate din suprafața lui Hong Kong.

### Compoziție
Gaspra pare să fie destul de bogată în olivină printre asteroizii de tip S (suprafața pare să conțină olivină și piroxen în proporții de la 4:1 la 7:1 ). Nu există un albedo proeminent sau modele de culoare, deși se observă o variație subtilă de culoare pe suprafață.

## Forme de relief

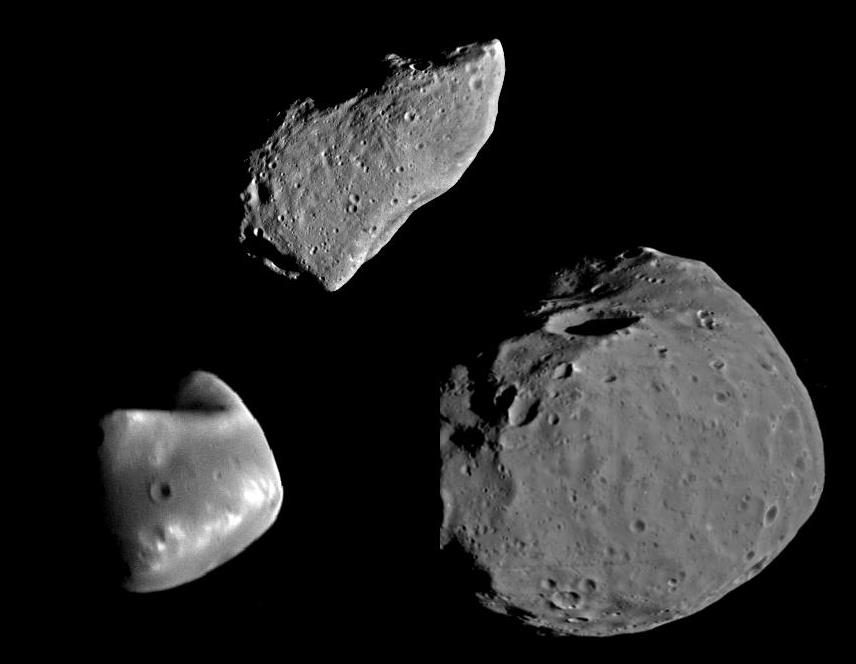
Gaspra (sus) și sateliții marțieni Phobos și Deimos, la scară

Suprafața lui Gaspra nu are cratere clare de o dimensiune comparabilă cu raza sa, precum cele văzute, de exemplu, pe 253 Mathilde. Un motiv probabil este că ciocnirea care a produs familia Flora și pe Gaspra a fost relativ recentă pe o scară de timp astronomică, astfel încât Gaspra nu a avut încă ocazia să-i apară pe suprafață multe cratere mari de atunci. Analiza ratelor de craterizare sugerează că vârsta suprafeței este între aproximativ 20 și 300 de milioane de ani.  S-a sugerat în 2007 că craterele proaspete și abrupte de pe Gaspra au fost formate de evenimentul care a format familia Baptistina care a avut loc în apropierea lui. 
Canale care au aproximativ 100 metri (330 ft) până la 300 metri (980 ft) lățime, până la 2,5 kilometri (1,6 mi) lungime și zeci de metri adâncime sunt văzute pe suprafața lui Gaspra, ceea ce poate fi legat de formarea lui Gaspra împreună cu restul familiei Flora într-o coliziune de asteroizi. Prezența lor sugerează, de asemenea, că este un singur corp coerent, mai degrabă decât o grămadă de moloz. Canalele au fost probabil create de impacturi care au spulberat roca de dedesubt. Un sistem de canale mult mai proeminente este văzut pe satelitul marțian Phobos. Aspectul cu găuri al unor șanțuri poate sugera că suprafața este acoperită de un regolit. 
Extensitatea regolitului pe Gaspra și prezența sa în ansamblu este o chestiune de dezbatere și nu este pe deplin înțeleasă. Din punct de vedere vizual, aspectul oarecum subțire și învelit sugerează un regolit substanțial. De asemenea, se observă corelații între variațiile subtile de culoare și topografia locală și s-a sugerat că acest lucru este cauzat de migrarea lentă a regolitului în zonele mai joase. Este, totuși, dificil de explicat originea unui presupus regolit. În primul rând, viteza cosmică a lui Gaspra este foarte mică, atât de mică încât este dificil de înțeles cum ar putea împiedica scăparea unei părți semnificative a fragmentelor aruncate de impacturi. Acest lucru poate fi atenuat dacă Gaspra este un corp poros sau dacă a început cu un regolit mare, dar trebuie să se explice cum a apărut regolitul original. O posibilă rezolvare a problemei ar putea fi faptul că Gaspra a obținut un regolit în timpul impactului de formare a familiei Flora care l-a creat și pe Gaspra însuși. În al doilea rând, s-a estimat că materia aruncată de toate craterele ar fi suficientă doar pentru a-l acoperi pe Gaspra cu 10 m de regolit. Cu toate acestea, unele cratere sunt mult mai adânci decât aceasta, fără a prezenta nicio diferență structurală pe pereții lor. 

## Orbită și rotație
Gaspra orbitează în jurul Soarelui la o distanță medie de aproximativ 2,21 unități astronomice. Gaspra finalizează o orbită în jurul Soarelui în 3,29 ani.

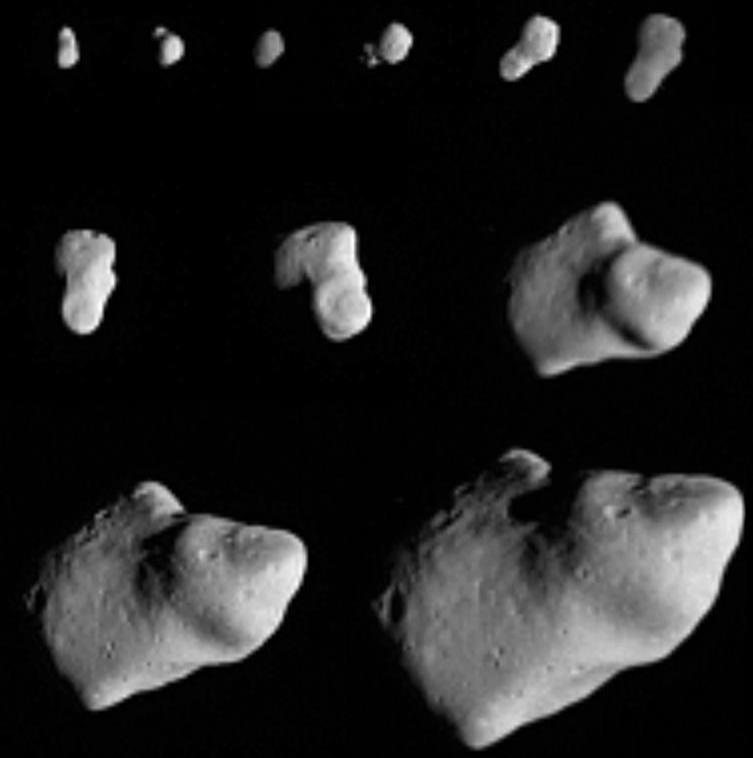
Imagini succesive cu rotația lui Gaspra

S-a determinat că axa de rotație a lui Gaspra  este orientată în direcția ascensie dreaptă 0h40m, declinație 27±2°. Aceasta este echivalentă cu coordonatele ecliptice (β, λ) = (21°, 20°) și oferă o înclinare axială de 72°. Zborul lui Galileo a fost prea îndepărtat pentru ca un corp de dimensiuni mici precum Gaspra să afecteze în mod vizibil traiectoria lui Galileo, așa că nu s-au obținut informații despre masa lui Gaspra. (Galileo a vizitat-o și pe 243 Ida unde a descoperit un satelit, permițând o estimare a masei acolo.)

## Explorare

Animație a traiectoriei 's Galileo din 19 octombrie 1989 până în 30 septembrie 2003
Galileo
Jupiter
Pământul
Venus
951 Gaspra
243 Ida

Galileo a zburat pe lângă Gaspra pe 29 octombrie 1991, la o distanță de până la 1.600 kilometri (990 mi) la o viteză relativă de aproximativ 8 km/s. 57 de imagini au fost returnate către Pământ, cea mai apropiată fiind luată de la o distanță de 5.300 kilometri (3.300 mi). Cele mai bune imagini au o rezoluție de aproximativ 54 de metri per pixel. Zona din jurul polului sudic nu a fost văzută în timpul zborului, dar restul de 80% din asteroid a fost fotografiat. 
Pentru că poziția lui Gaspra era cunoscută cu o eroare de aproximativ 200 kilometri (120 mi) înainte de întâlnire, iar câmpul vizual al camerei avea doar aproximativ 5° în diametru, Galileo nu știa încotro să arate pentru a face imagini ale asteroidului odată ce acesta era mai aproape de 70.000 kilometri (43.000 mi). Acest lucru ar face ca întâlnirea să nu fie foarte interesantă din punct de vedere științific. Pentru a rezola această problemă, echipa Galileo a implementat o campanie de navigație optică de pionierat pentru a reduce incertitudinea poziției lui Gaspra folosind imagini capturate în timpul apropierii de Gaspra. Acest lucru a avut succes și a permis navei spațiale să obțină imagini de până la 5.300 kilometri (3.300 mi) distanță. La acest interval cel mai apropiat, indicarea nu era încă cunoscută suficient de precis, dar camera a făcut un mozaic de 51 de imagini pentru a surprinde Gaspra pe cel puțin o imagine. 